# Ninja Gaiden (игра, 2004)
Ninja Gaiden — видеоигра в жанрах action-adventure и hack and slash для консоли Xbox, разработанная Team Ninja и выпущенная Tecmo в 2004 году. Является перезапуском серии игр Ninja Gaiden. Сюжет разворачивается в той же вселенной, что и серия игр Dead or Alive.

## Игровой процесс
Игрок начинает игру с базовыми способностями и оружием, которые можно улучшать, открывая или покупая предметы. В соответствии с образом ниндзя, персонаж может взаимодействовать с игровым окружением, совершая акробатические трюки, например, бегать по стенам, прыгать с них, перепрыгивать с шеста на шест или бегать по воде. Игровой мир состоит из нескольких отдельных секций, большинство из которых связаны между собой через город Тайрон. Доступ в эти секции можно получить, сражаясь со врагами, находя ключи или решая головоломки. Разбросанные по регионам статуи дракона позволяют сохранять прогресс игрока.
В игре представлен большой выбор оружия, которым может владеть Рю, каждое из которых имеет свои преимущества и недостатки. К ним относятся одноручные мечи, которые позволяют наносить быстрые атаки, а также приём «Летающая ласточка», позволяющий Рю прыгать и рассекать врагов. Кроме того, данное оружие позволяет Рю выполнять свой фирменный удар, Бросок Изуны, которое представляет собой движение «пилдрайвер». Тяжёлое оружие медленнее, но наносит противникам больший урон. С помощью молотов и шестов игрок может выстраивать длинные последовательности ударов. Для поражения противников на расстоянии, Рю может метать сюрикены и стрелы. Помимо стандартных приёмов ближнего боя, Рю может использовать эссенцию — цветные шары энергии, которые высвобождаются при смерти противников и впитываются в тело Рю при сближении с ними. Эссенция играют важную роль в общем игровом процессе: она исцеляют Рю, восстанавливает его Нинпо и служит валютой для лавки Мурамасы. Однако в бою игрок может заставить Рю намеренно втягивать эссенции, которые затем могут быть использованы для последовательных мощных атак, известных как Техники суперудара, позволяющих Рю наносить урон врагам, не получая урона самому. Эти техники наносят большой урон и на короткое время делают Рю невосприимчивым к повреждениям.
Рю также владеет магическими заклинаниями в виде Нинпо. Активируя их, он может метать огненные шары, ледяные бури или молнии. Действуя подобно бомбам или гранатам в шутерах, эти заклинания позволяют Рю наносить противникам большой урон, при этом самому избегая урона. В конце каждой главы, игроку даются бонусные очки, если тот пройдёт главу без использования Нинпо. Рю может стоять на месте и пытаться блокировать атаки. Однако некоторые противники могут пробить его защиту — либо особо сильными атаками, либо захватом. Также Рю может уклоняться, уходя от атаки при помощи манёвра, называемого «Техникой обратного ветра».

## Сюжет
Главный герой игры — ниндзя Рю Хаябуса. В начале игры, Рю проникает в крепость клана «Тень», для того, чтобы встретиться со своим дядей, главой клана Мураем. Во время их беседы прибегает Аянэ и сообщает о налёте на деревню Хаябуса. Придя туда, Рю сталкивается с Доку, который убивает служительницу святилища Куреху и забирает Клинок Тёмного Дракона. Рю был зарублен Доку с помощью похищенного клинка, но сокол, духовное животное клана Хаябуса, вернул его к жизни в качестве «солдата мести».
Желая отомстить за смерть Курехи, Рю узнаёт от Мурая, что налётчики были из империи Вигура. Тот отправляется на дирижабле в империю. Он побеждает демона Альму в битве, разрушающей город Тайрон, но оставляет её на милость Рэйчел, охотнице на демонов и кровной сестре Альмы. В свою очередь, Рэйчел не может заставить себя убить сестру и попадает в руки Доку, который готовится принести её в жертву в ходе ритуала, чтобы усилить силу Альмы. С помощью Альмы Рю спасает Рэйчел и уничтожает дух Доку, но с предсмертным вздохом Доку накладывает на Рю проклятие крови. Единственный способ снять проклятие — убить императора, поэтому Рю штурмует дворец и побеждает Марбуса, который преграждает ему путь в личное царство императора. Чтобы уничтожить императора и вернуть себе Клинок Тёмного Дракона, Рю необходимо пережить два последовательных боя с боссами, после чего царство начнёт разрушаться. Чтобы спастись, Рю в последний момент убегает из здания, но при этом он роняет Клинок Тёмного Дракона.
Упавший клинок приземляется у ног фигуры Тёмного Ученика, который на протяжении всей игры следил за Рю. Взяв клинок, Ученик раскрыл свою личность — это оказался сам Мурай. Он признаётся, что налёт на деревню Хаябуса был частью его плана по восстановлению злой силы клинка с помощью душ, собранных Рю. Орудуя клинком, Мурай сражается с Рю в последней битве. Рю побеждает Мурая и разрушает клинок Истинным Мечом Дракона. Победив, Рю превращается в сокола и летит в деревню Хаябуса. В финальной сцене игры он кладёт Глаз Дракона, использованный для улучшения меча, на надгробие Курехи и исчезает в ночи.

## Разработка
В 1999 году Team Ninja начала работу над игрой. На первом этапе разработки игра была создана для аркадной системы Sega NAOMI. Затем планировалось перенести проект на консоль Dreamcast для дальнейшей разработки и выпуска, но после того, как в 2001 году Sega объявила о прекращении выпуска линейки Dreamcast, от этой затеи пришлось отказаться. Тогда Tecmo решила выпустить игру в качестве стартовой игры для PlayStation 2 в США. Однако у Итагаки были другие планы: он был впечатлён девкитами для Xbox и настоял на том, чтобы его команда разрабатывала игру для консоли Microsoft. Компания хранила молчание по поводу смены направления, но на выставке E3 2002 объявила, что Ninja Gaiden будет выпущена эксклюзивно для Xbox, чем немало удивила как журналистов, так и поклонников. Большинство фанатов, принявших участие в опросе Tecmo, хотели, чтобы игра вышла на Nintendo GameCube.
Ninja Gaiden стала первым экшеном компании Team Ninja. Её первоначальная концепция не имела ничего общего с оригинальной трилогией, но по финансовым соображениям, Tecmo хотела сохранить связь с предыдущими играми, имевшими много фанатов на Западе, поэтому Итагаки было предложено переосмыслить свои идеи. Проанализировав предыдущие игры, он пришёл к выводу, что насилие в них привлекает игроков, и, чтобы сохранить этот дух, включил в игру кровавые элементы, такие как обезглавливание. Он также стремился сделать новую игру сложной, но привлекательной; она должна была испытывать игроков на рефлексы, а не на запоминание схем и таймингов. Команда постаралась разработать плавный геймплей с качественной анимацией, быстро реагирующей на действия игрока. Итагаки отдал дань уважения предыдущей серии Ninja Gaiden, включив в игру обновлённые версии противников и специальных атак. Модели персонажей были основаны на исследованиях анатомии человека, а для цифровой съёмки движений были наняты мастера боевых искусств. Однако вместо того, чтобы импортировать захваченные движения непосредственно в игру, аниматоры использовали их в качестве шаблонов для придания реалистичности утрированным движениям игровых персонажей. Для Итагаки было интереснее создавать демонов, чем человеческих врагов.

## Другие версии
Компания Tecmo выпустила две дополнительные версии Ninja Gaiden: Ninja Gaiden Black для Xbox и Ninja Gaiden Sigma для PlayStation 3. Как и оригинал, они рассказывают ту же историю о Рю и клинке Тёмного Дракона, но содержат дополнительный контент и изменения в игровом процессе. Хотя Итагаки считал Black окончательной версией игры, Tecmo впоследствии портировала игру на PlayStation 3 под названием Sigma.

### Ninja Gaiden Black
На выставке E3 2005 компания Tecmo объявила о том, что Team Ninja работает над Ninja Gaiden Black, а позже показала рабочую версию игры на выставке TGS 2005. Black включает в себя весь ранее выходивший дополнительный контент. В игре появились новые противники, такие как взрывающиеся летучие мыши и двойники, способные имитировать Рю. В игре больше костюмов, чем в оригинале. Игры серии для NES, которые можно было разблокировать в оригинале, заменили на оригинальную аркадную игру 1988 года.
Ключевой особенностью этой версии являются два новых режима сложности — лёгкий Ninja Dog и очень сложный Master Ninja. Итагаки добавил Ninja Dog после того, как получил жалобы на то, что оригинал слишком сложный, хотя он считал, что при упорстве любой игрок способен пройти игру до конца. Поэтому он позаботился о том, чтобы игроки, выбравшие Ninja Dog, подвергались насмешкам: на этом уровне сложности игроки получают цветные ленточки в качестве аксессуаров, а Аянэ относится к Рю с брезгливостью. В качестве компенсации Итагаки сделал остальные режимы сложности сложнее, чем в оригинале. Ещё одной особенностью Black является режим миссий, состоящий из 50 боевых миссий, одна из которых адаптирована из пользовательской игры, разработанной для финала Ninja Gaiden Master Tournament World Championship. Последние пять миссий основаны на миссиях из Hurricane Pack 2 и образуют связанную серию, известную под названием «Вечная легенда». Хотя большинство улучшений из в Hurricane Pack перекочевали и в Black, включая изменения в системе камеры и новые битвы с боссами, манёвр «Перехват», появившийся в Hurricane Pack 1, не был включён в Black, что повысило сложность игры.
Ninja Gaiden Black была включена в список игр по обратной совместимости для платформ Xbox One и Xbox Series X/S.

### Ninja Gaiden Sigma
В 2006 году компании Tecmo и Sony объявили о разработке Ninja Gaiden Sigma (Ninja Gaiden Σ) для PlayStation 3. Права на издание игры в Европе получила компания Eidos. Итагаки не принимал непосредственного участия в создании Sigma и оценил её как неполноценную игру, хотя и признал, что Sigma позволила владельцам PlayStation познакомиться с серией.
Игровой процесс Sigma очень похож на оригинальную версию, хотя и с некоторыми изменениями, внесёнными в игру. Как и в оригинальной версии, управление движением и боевой системой осуществляется с помощью консольного геймпада, состоящего из левого большого пальца, двух кнопок атаки и кнопки блока. В игре представлен большой выбор оружия, которым может владеть Рю, каждое из которых имеет свои преимущества и недостатки, влияющие на подход к бою. Новым оружием Рю стала пара двуручных мечей — «Коготь дракона» и «Клык тигра». Кроме того, в арсенале Рю появились магические заклинания в виде нинпо, позволяющие наносить противнику большой урон и при этом самому избегать повреждений. Встряхивая контроллер Sixaxis, игрок может увеличить силу заклинаний нинпо. Рэйчел стала играбельной в трёх новых главах, в которых появились новые боссы — Гамов и Альтератор. Также были изменены некоторые элементы дизайна старых уровней и введено несколько новых типов врагов.
В дополнение к сюжетному режиму Sigma включила в себя вариацию игрового процесса под названием Mission Mode. В этом режиме, ориентированном скорее на действие, чем на развитие персонажа, предлагаются боевые миссии, проходящие в основном на небольших территориях. Как в сюжетных режимах, так и в режиме миссий оценка результатов игры зависит от скорости прохождения миссий, количества убийств, количества неиспользованных нинпо, оставшихся в конце миссии, и количества собранных денег. Игроки могут сравнивать свои результаты на онлайновых рейтинговых досках. Кроме того, игроки могут настраивать внешний вид своих персонажей, выбирая костюмы для Рю и причёски для Рэйчел.
Более мощное оборудование PlayStation 3 позволило Team Ninja переработать графику игры, используя более детализированные текстуры. Был изменён игровой мир: появилось несколько новых областей, несколько дополнительных точек сохранения и магазинов. Изменения в игровом движке позволили игрокам стрелять стрелами в воздухе, сражаться на водной поверхности, а также играть за Рейчел в некоторых главах и миссиях.
Эта версия игры позже была выпущена в составе сборника Ninja Gaiden: Master Collection 10 июня 2021 года на платформы PlayStation 4, Xbox One, Nintendo Switch и ПК под управлением Windows.

### Ninja Gaiden Sigma Plus
Ninja Gaiden Sigma Plus (Ninja Gaiden Σ+) — это порт Ninja Gaiden Sigma для PlayStation Vita, выпущенный в Северной Америке и Европе 22 февраля 2012 года. Как и в Ninja Gaiden Black, в Sigma Plus есть более лёгкий режим сложности «Hero», что делает игру более доступной для казуальных геймеров. В игре также используются дополнительные возможности консоли Vita, включая гироскопическое прицеливание от первого лица (наклоняя PlayStation Vita, игрок может регулировать угол обзора камеры в режиме от первого лица), управление с помощью задней сенсорной панели (нажимая на символы на задней сенсорной панели, Рю может увеличить силу своего Нинпо), управление с помощью сенсорного экрана (игрок может переходить в режим от первого лица, касаясь сенсорного экрана). Кроме того, Ninja Gaiden Sigma Plus предлагает новые наборы костюмов, которыми могут оснащаться Рю и Рэйчел.

## Оценки
| Сводный рейтинг    | Сводный рейтинг                                                | Сводный рейтинг                                                | Сводный рейтинг                                                |
| Издание            | Оценка                                                         | Оценка                                                         | Оценка                                                         |
| Издание            | PS3                                                            | PS Vita                                                        | Xbox                                                           |
| ------------------ | -------------------------------------------------------------- | -------------------------------------------------------------- | -------------------------------------------------------------- |
| GameRankings       | 86,72 %                                                        | 72,53 %                                                        | 92,54 %                                                        |
| Metacritic         | 88/100                                                         | 72/100                                                         | 91/100                                                         |
| Иноязычные издания |                                                                |                                                                |                                                                |
| Издание            | Оценка                                                         | Оценка                                                         | Оценка                                                         |
| Издание            | PS3                                                            | PS Vita                                                        | Xbox                                                           |
| 1UP.com            | A                                                              | N/A                                                            | A                                                              |
| Eurogamer          | 7/10                                                           | N/A                                                            | 9/10                                                           |
| GamePro            | 4,75                                                           | N/A                                                            | 5/5                                                            |
| GameSpot           | 9,0/10                                                         | N/A                                                            | 9,4/10                                                         |
| IGN                | 9,3/10 (US) 8,8/10 (AU)                                        | N/A                                                            | 9,4/10                                                         |
| VideoGamer         | 8/10                                                           | N/A                                                            | 9/10                                                           |
| Награды            |                                                                |                                                                |                                                                |
| Издание            | Награда                                                        | Награда                                                        | Награда                                                        |
| IGN                | Best Xbox Action Game 2004 Best Xbox Downloadable Content 2004 | Best Xbox Action Game 2004 Best Xbox Downloadable Content 2004 | Best Xbox Action Game 2004 Best Xbox Downloadable Content 2004 |
| X-Play             | Best Action/Adventure Game 2004                                | Best Action/Adventure Game 2004                                | Best Action/Adventure Game 2004                                |
| EGM                | Xbox Game of the Year 2004                                     | Xbox Game of the Year 2004                                     | Xbox Game of the Year 2004                                     |

| Сводный рейтинг    | Сводный рейтинг            |
| Агрегатор          | Оценка                     |
| ------------------ | -------------------------- |
| GameRankings       | 94,76 %                    |
| Metacritic         | 94/100                     |
| Иноязычные издания |                            |
| Издание            | Оценка                     |
| 1UP.com            | A+                         |
| GamePro            | 5/5                        |
| GameSpot           | 9,4/10                     |
| IGN                | 9.4/10                     |
| Награды            |                            |
| Издание            | Награда                    |
| IGN                | Best Xbox Action game 2005 |
| GameSpot           | Best Xbox game 2005        |
| TeamXbox           | Best Xbox Action Game 2005 |

Игра была восторженно принята как критиками, так и игроками.